# Southpaw (filme)
Southpaw é um filme de drama esportivo norte-americano, dirigido por Antoine Fuqua e escrito por Kurt Sutter. É protagonizado por Jake Gyllenhaal, Rachel McAdams e Forest Whitaker. O filme estreou a 15 de junho de 2015 no Shanghai International Film Festival, a 24 de julho de 2015 pela The Weinstein Company e teve estreia mundial a 31 de julho.
Este foi o último filme a ser marcado por James Horner antes da morte do compositor. O álbum da trilha sonora do filme foi dedicado à sua memória. 

## Produção
Em 13 de dezembro de 2010, a DreamWorks adquiriu o roteiro, com Eminem para desempenhar o papel principal. O roteirista Kurt Sutter do filme disse que o projeto foi inspirado por lutas pessoais do rapper. Ele afirmou que ele havia tomado reuniões com parceiros de produção de Eminem ao longo dos últimos sete anos, procurando algo para fazer juntos. "Eu sei que ele é muito seletivo em não fazer muita coisa. Mas ele compartilhou tanto de sua luta pessoal neste álbum cru e muito honesto, que eu me conectei com ele em um monte de níveis. Ele está muito interessado no gênero de boxe, e parecia como uma metáfora, porque sua própria vida tem sido uma briga. De certa forma, esta é uma continuação da história de 8 Mile, mas estamos fazendo uma narrativa metafórica do segundo capítulo de sua vida. Ele vai desempenhar um campeão mundial de boxe que realmente bate um fundo duro, e tem que lutar para ganhar de volta a sua vida por sua filha mais nova. Na sua essência, esta é uma releitura de suas lutas ao longo dos últimos cinco anos de sua vida, usando a analogia do boxe. Eu amo que o título se refere a Marshall ser um esquerdista, que é ao boxe que um rapper branco é hip hop; perigoso, indesejável, e completamente não-ortodoxo É um caminho muito mais difícil para um canhoto que um boxer destro.
Em 6 de junho de 2011, foi anunciado Antoine Fuqua estava em negociações para dirigir o filme. Em 11 de agosto de 2011, a DreamWorks descartou do filme. Em 20 de Outubro de 2011, Metro-Goldwyn-Mayer resgatou o filme, e a Columbia Pictures iria distribuir. Em maio de 2012, Eminem colocou o filme em espera para se concentrar na música. Em 6 de Março, 2014, Antoine Fuqua assinou contrato para dirigir, com Jake Gyllenhaal substituindo Eminem em o papel principal e The Weinstein Company seria a distribuidora do filme. Em 14 de maio de 2014, Forest Whitaker, Lupita Nyong'o, e Rachel McAdams se juntou ao elenco Em 6 de junho, 2014, Miguel Gomez se juntou ao elenco do filme. Em 17 de junho, 2014, Victor Ortiz entrou para o elenco. Em 7 de agosto, 2014, Beau Knapp se juntou ao elenco para para interpretar Jon Jon, o melhor amigo ao longo da vida de Billy Hope. Em 8 de agosto, 2014, Naomie Harris juntou ao elenco do filme, para substituir Lupita Nyong'o no papel de Angela Rivera. Em 7 de Novembro, 2014, Harvey Weinstein confirmou cantora britânica Rita Ora, como parte do elenco.
Southpaw marca o primeiro investimento em um filme americano por Wanda Pictures, uma divisão do conglomerado chinês de Wang Jianlin Dalian Wanda Group. A fotografia principal começou em 16 de junho de 2014. As filmagens ocorreram em Pittsburgh, Indiana e Pennsylvania, e conjuntos em Nova York.

## Elenco
- Jake Gyllenhaal como Billy Hope[7]
- Rachel McAdams como Maureen Hope[8]
- Naomie Harris como Angela Rivera[8]
- Forest Whitaker como Titus "Tick" Wils[8]
- Víctor Ortiz como Ramone[9]
- 50 Cent como Jordan Mains[10]
- Tyrese Gibson[11]
- Miguel Gomez como Miguel "Magic" Cantu[12]
- Oona Lawrence como Leila Hope [13]
- Beau Knapp como Jon Jon [14]
- Rita Ora como Maria Escobar
- Clare Foley como Alice

## Sinopse
Billy "The Great" Hope (Jake Gyllenhaal), um lutador, trilha seu caminho rumo ao título de campeão enquanto enfrenta diversas tragédias em sua vida pessoal. Além das batalhas nos ringues, ele é forçado a lutar para conquistar o amor e o respeito de sua filha, em uma busca por redenção.

## Recepção da crítica
A revisão site agregador Rotten Tomatoes dá ao filme uma classificação de 59%, com base em 187 avaliações, com uma média classificação de 6/10. Consenso crítico do site lê, "Jake Gyllenhaal oferece um desempenho impressionante e comprometedor, mas Southpaw peca no drama cansativo e clichê"

### Bilheteria
A partir de 18 de setembro de 2015, Southpaw arrecadou $51,8 milhões na América do Norte e $18,6 milhões em de outros territórios para um total bruto de $70,400,000 contra um orçamento de US$25 milhões
Mundialmente o filme arrecadou US$ 88,1 Milhões

## Trilha Sonora
Eminem foi o produtor executivo da trilha sonora, que foi lançado pela Shady Records em 24 de julho de 2015. Ele havia lançado anteriormente seu single chamado "Phenomenal" da trilha sonora em 2 de Junho de 2015. Um álbum de trilha sonora de James Horner foi lançado pela Sony Classical em 24 de Julho de 2015. Esta foi a pontuação final de Horner (que foi gravado após o 33, embora Southpaw foi lançado pela primeira vez); ele foi morto em um acidente de avião em 22 de junho de 2015.